# Вінс Степлс
Вінс Джамал Степлс (англ. Vincent Jamal Staples) — американський реп-виконавець та актор.

## Біографія
Народився 2 липня 1993 року у Комптоні, Каліфорнія, США. Згодом разом із матір'ю переїхав у Норт Лонг-Біч через високий рівень злочинності у Комптоні. Степлс — наймолодша дитина у сім'ї, що складалася з п'яти дітей (двох братів та трьох сестер). Своє дитинство провів у бідності.
З четвертого по восьмий клас навчався у Сприятливій християнській академії, яка справила на нього значний позитивний вплив. Коли Степлс перейшов у старші класи, мати майбутнього виконавця відправила сина жити до одної з його сестер в Атланту, де Вінс протягом шістьох місяців ходив до місцевої середньої школи. Повернувшись до Південної Каліфорнії, Степлс продовжив навчання у таких середніх школах як: Середня школа Джордана у Лонг-Біч, Середня школа Мейфер у Беллфлавері, Сприятлива середня школа з домашнім навчанням, Середня школа Есперанзи в Анагаймі, Середній школі Кеннеді тощо.
Степлс не заперечує свою приналежність до вуличних банд у дитячі роки, тому всіляко переконує молодь у небезпеці такого способу життя.

## Кар'єра
Степлс — один з учасників хіп-хоп гурту «Cutthroat Boyz», до якого також входять каліфорнійські репери Естон Меттьюз та Джої Феттс. У минулому Степлс підтримував партнерські стосунки з реп-колективом «Odd Future», зокрема з Майком Дж та Ерлом Светширтом. На сьогодні виконавиць підписав контракт з трьома студіями звукозапису: «Blacksmith Records», «ARTium Recordings» та «Def Jam Recordings».
Степлс здобув популярність завдяки участі у записі альбомів реп-гурту «Odd Future» та мікстейпа «Stolen Youth» у співпраці з Мак Міллером, який водночас став продюсером їхнього спільного проекту. У жовтні 2014 року Степлс випустив дебютний міні-альбом «Hell Can Wait», який містив сингли «Hands Up» та «Blue Suede». 30 червня 2015 року світ побачив його дебютний альбом «Summertime '06», який отримав позитивну оцінку музичних критиків. Його другий альбом «Big Fish Theory» поєднує у собі елементи авангарду, танцювальної та електронної музики. Платівка побачила світ 23 червня 2017 року та отримала схвальні відгуки критиків. Крім того, виконавець взяв участь у записі альбому «Humanz», який випустив гурт Gorillaz. 2 листопада 2018 року світ побачив третій студійний альбом виконавця — «FM!».
З 2015 року Степлс бере участь у рекламних компаніях «Sprite» та займається промоцією цього бренду у Твітері.

## Особисте життя
Більшість родини Стейплза - іммігранти з Гаїті, які спочатку прибули до Східної Канади, а потім виїхали до Луїзіани, вважаючи, що там можна купити землю дешевше, але не знали про соціально-економічний клімат у той час. Підростаючи, Стейплз проводив багато часу зі своїм дідом по материнській лінії, Ендрю Хатчинсом, відставним водієм вантажівки та будівельником, який був ще маленьким хлопчиком, коли приїхав до Сполучених Штатів.[Він познайомився з бабусею Стейплза у віці шістнадцяти років і пішов до армії, щоб допомогти утримувати сім'ю. Коли Хатчінс повернувся, він став затятим фанатом "Доджерс" і вирішив переїхати до Комптона, бо побачив інтерв'ю зіркового гравця команди Дюка Снайдера, який згадував, що жив у Комптоні, який на той час був гарним районом.
Стейплз, який живе в Південній Каліфорнії, є фанатом команди "Лос-Анджелес Кліпперс". Він є прихильником сучасного мистецтва і у своїй пісні "Rain Come Down" згадує французько-американську скульпторку Луїзу Буржуа, а також висловлює свою вдячність художнику і фотографу Річарду Прінсу.

## Дискографія
- Summertime '06 (2015)
- Big Fish Theory (2017)
- FM! (2018)
- Vince Staples (2021)
- RAMONA PARK BROKE MY HEART (2022)
- Dark Times (2024)

## Фільмографія
| Film | Film                                | Film                   |
| Year | Film                                | Role                   |
| ---- | ----------------------------------- | ---------------------- |
| 2015 | Наркотик                            | Домовий член команди 1 |
| 2016 | Примадонна (короткометражний фільм) | Себе                   |
| 2017 | Спрайт                              | Себе                   |
| 2018 | Мутафуказ                           | Вінз (голос)           |